# (11321) Tosimatumoto
(11321) Tosimatumoto (1995 DE1) – planetoida z pasa głównego asteroid okrążająca Słońce w ciągu 5,25 lat w średniej odległości 3,02 j.a. Odkryta 21 lutego 1995 roku.